# Lisette
Lisette ist ein weiblicher Vorname, eine Diminutivform des Namens Lisa, der wiederum eine Kurzform von Elisabeth ist. Vereinzelt kommt der Name auch als Familienname vor.

## Namensträgerinnen

### Vorname
- Lisette Gebhardt (* 1963), deutsche Philologin und Japanologin
- Lisette Lombé (* 1978), belgisch-kongolesische Dichterin, Spoken-Word-Künstlerin, Romanistin und Mediatorin
- Lisette Model (1901–1983), US-amerikanische Fotografin
- Lisette Oropesa (* 1983), US-amerikanische Opernsängerin im Stimmfach lyrischer Koloratursopran
- Elise Ruepp (1790–1873), Schweizer Pionierin der Frauen- und Lehrerinnenbildung und Schülerin Pestalozzis
- Lisette Sevens (* 1949), niederländische Hockeyspielerin
- Lisette Spinnler (* 1976), Schweizer Jazzsängerin
- Lisette Thöne (* 1988), als Sportsoldatin deutsche Bobsportlerin und ehemalige Leichtathletin
- Lisette van de Ven (* 1969), niederländische Beachvolleyballspielerin

### Familienname
- Gabriel Lisette (1919–2001), Politiker im Tschad